# Cồn Cát Trung
Cồn Cát Trung là một cồn cát thuộc nhóm đảo An Vĩnh của quần đảo Hoàng Sa. Cồn này nằm cách cồn Cát Bắc chỉ 170 m về phía nam đông nam.
Cồn Cát Trung là đối tượng tranh chấp giữa Việt Nam, Đài Loan và Trung Quốc. Hiện nay, Trung Quốc đang kiểm soát cồn cát này.
- Tên gọi: cồn Cát Trung; tiếng Anh: Middle Sand; tiếng Trung: 中沙洲; bính âm: Zhōng shāzhōu, Hán-Việt: Trung sa châu
- Đặc điểm: cồn Cát Trung có chiều dài khoảng 360 m, chiều rộng tối đa 170 m, diện tích khoảng 3,7 ha và cao 2 m so với mặt biển.[1]